# Drag (filme)
Drag é um filme norte-americano de 1929, do gênero drama, dirigido por Frank Lloyd  e estrelado por Richard Barthelmess e Lucien Littlefield.

## Produção

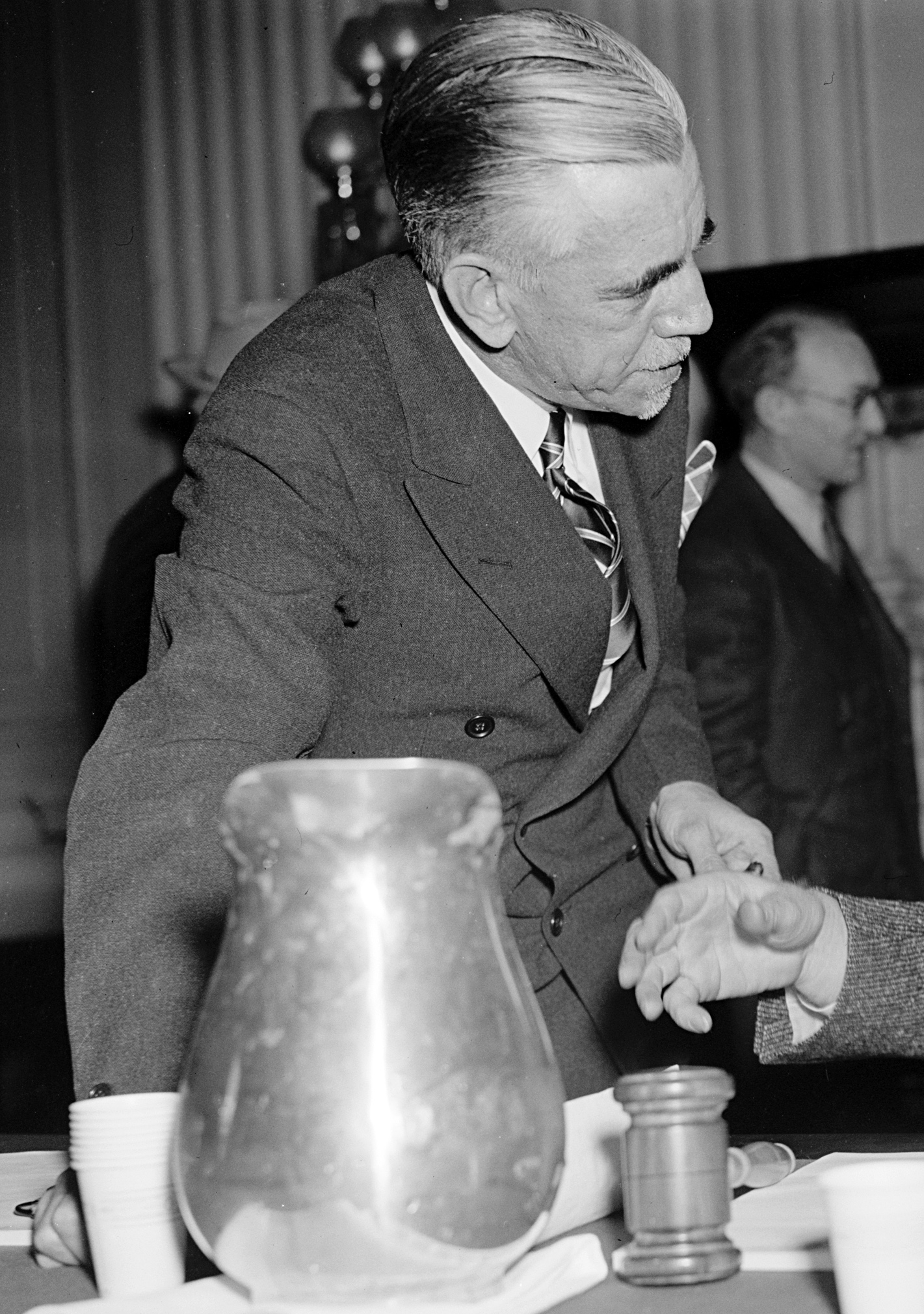
Extremista e espiritualista, William Dudley Pelley, autor de Drag: A Comedy, fundou, em 1933, a organização paramilitar The Silver Legion of America, ultradireitista e antissemita. Em seguida, criou o Christian Party, partido pelo qual concorreu à presidência dos EUA. Acusado de alta traição, ficou preso durante dez anos. No fim da vida, envolveu-se em fraudes contra seguradoras.

O filme não trata de transformismo, como pode parecer à primeira vista. Trata, simplesmente, dos aborrecimentos causados por longas visitas de parentes.
O diretor Frank Lloyd, vencedor do Oscar da categoria referente a 1928/1929 por The Divine Lady, recebeu outras duas indicações nessa mesma cerimônia (a segunda), por Drag e Weary River.
Drag é baseado no romance Drag: A Comedy, do escritor e político William Dudley Pelley, conhecido por suas posições de ultradireita.
Duas canções de George W. Meyer e Al Bryan foram incluídas no filme, My Song of the Nile, cantada por Richard Barthelmess, e I'm Too Young to Be Careful.

## Sinopse
O jornalista David Carroll é feliz em seu casamento com Allie, até que os pais dela vêm visitá-los. O problema é que eles ficam muito tempo...

## Premiações
| Patrocinador                                  | Prêmio | Categoria      | Situação |
| --------------------------------------------- | ------ | -------------- | -------- |
| Academia de Artes e Ciências Cinematográficas | Oscar  | Melhor Diretor | Indicado |

## Elenco
| Ator/Atriz          | Personagem     |
| ------------------- | -------------- |
| Richard Barthelmess | David Carroll  |
| Lucien Littlefield  | Papai Parker   |
| Kathrin Clare Ward  | Mamãe Parker   |
| Alice Day           | Allie          |
| Margaret Fielding   | Clara          |
| Lila Lee            | Dot            |
| Tom Dugan           | Charlie Parker |